# The Original Hits (альбом Baccara)
| Оценки критиков | Оценки критиков |
| Источник        | Оценка          |
| --------------- | --------------- |
| AllMusic        | [ 1 ]           |

The Original Hits — сборник лучших песен испанского дуэта Baccara, выпущенный в 1990 году на лейбле RCA Victor.

## Об альбоме
К моменту выхода сборника группа распалась, и каждая из участниц выступала в дуэте с другой вокалисткой, но используя бренд Baccara. В 1990 году RCA Victor инициирует выход сборника лучших песен оригинального состава группы. Это был первый альбом коллектива, изданный на компакт-диске. Фактически альбом представляет собой переиздание сборника 1978 года The Hits of Baccara, но с новым названием и альтернативным оформлением.
«Оригинальные хиты», как следует из названия, ограничивались 1978 годом, поэтому композиции с альбомов Colours (1979) и Bad Boys (1981), и одиночных синглов «Parlez-vous français?», «Body-Talk»/«By 1999», «Ay, Ay Sailor», «Sleepy Time Toy» и «Colorado» на сборнике не представлены. Таким образом ретроспектива охватывает только первую половину истории оригинального дуэта.

## Список композиций
| №                   | Название                                           | Автор(ы)                                            | Длительность |
| ------------------- | -------------------------------------------------- | --------------------------------------------------- | ------------ |
| 1.                  | «The Devil Sent You to Lorado»                     | Фрэнк Досталь, Рольф Сойя                           | 4:07         |
| 2.                  | «Koochie-Koo»                                      | Досталь, Сойя                                       | 4:04         |
| 3.                  | «Adelita»                                          | народная                                            | 2:31         |
| 4.                  | «Sorry, I’m a Lady»                                | Досталь, Сойя                                       | 3:39         |
| 5.                  | «Cara Mia»                                         | Джон О’Брайен-Докер, Сойя                           | 2:59         |
| 6.                  | «Granada»                                          | Агустин Лара                                        | 4:21         |
| 7.                  | «Baby, Why Don’t You Reach Out?» / «Light My Fire» | Досталь, Сойя / Моррисон, Денсмор, Манзарек, Кригер | 4:46         |
| 8.                  | «Somewhere in Paradise»                            | Петер Зентнер, Сойя                                 | 4:12         |
| 9.                  | «La Bamba»                                         | народная                                            | 3:04         |
| 10.                 | «Darling»                                          | Досталь, Сойя                                       | 5:25         |
| 11.                 | «Yes Sir, I Can Boogie»                            | Досталь, Сойя                                       | 4:33         |
| Общая длительность: | Общая длительность:                                | Общая длительность:                                 | 43:44        |